# Mozambique en los Juegos Olímpicos de Barcelona 1992
Mozambique estuvo representado en los Juegos Olímpicos de Barcelona 1992 por seis deportistas, tres hombres y tres mujeres, que compitieron en dos deportes.
El equipo olímpico mozambiqueño no obtuvo ninguna medalla en estos Juegos.